# Новые Засимовичи
Новые Засимовичи (бел. Но́выя Засі́мавічы) — деревня в Пружанском районе Брестской области Беларуси. Административный центр Новозасимовичского сельсовета.

## История
В 2017 году бывший командный пункт 181-й боевой вертолетной базы в деревне Новые Засимовичи Пружанского района был открыт музей авиации.
20 марта 2023 года традиционная роспись по стеклу, которая осуществляется в городе Берёза, агрогородке Спорово, агрогородке Стригинь Берёзовского района, а также в городе Пружаны, деревне Слобудка и деревне Новые Засимовичи Пружанского района, была включена в список нематериальной историко-культурной ценности Беларуси.

## Население
- 1999 год — 3 034 жителей
- 2009 год — 2 734 жителей
- 2012 год — 2 790 жителей
- 2019 год — 2 112 жителей